# Miercurea Nirajului
Miercurea Nirajului (Hongaars: Nyárádszereda) is een stad (oraș) in het Roemeense district Mureș. De stad telt 5824 inwoners (2002).
De gemeente is van oorsprong een Hongaarstalige stad, het maakt deel uit van het Szeklerland. Ook vandaag de dag nog vormen de Hongaren de meerderheid van de bevolking. De meesten zijn lid van de Hongaarse Gereformeerde Kerk. Een minderheid wordt gevormd door Roemenen en Roma.
De gemeente bestaat naast de stad uit de volgende dorpen:
- Beu / Székelybő
- Dumitreștii / Demeterfalva
- Laureni / Kisszentlőrinc
- Moșuni / Székelymoson
- Șardu Nirajului / Székelysárd
- Tâmpa / Székelytompa
- Veța / Vece

## Geschiedenis
In het jaar 1493 werd de plaats voor het eerst genoemd als Oppidum Zereda, het was een marktstad, de betekenis van de naam verwijst daar ook naar; Zerda betekent markt in Slavische talen. In het jaar 1605 werd István Bocskai hier als vorst gekozen van het Vorstendom Transsylvanië. Tot 1745 was het feitelijk de hoofdstad van de Stoel Maros een autonoom gebied van de Szeklers. Tot 1861 zou het de hoofdstad blijven van de streek Marosszék, later werd dit het grotere Targu Mures/Marosvásárhely. 

## Bevolkingssamenstelling
- Miercurea Nirajului /	Nyárádszereda 	3 543 inwoners. waarvan 	3 187 Hongaren 	93%
- Tâmpa /	Székelytompa 	571 inwoners. waarvan	459 Hongaren	85%
- Şardu Nirajului /	Székelysárd 	401 inwoners. waarvan	252 Hongaren	66,5%
- Lăureni /	Kisszentlőrinc 	310 inwoners. waarvan	59 Hongaren	20% (Roemenen zijn hier in de meerderheid)
- Dumitreştii /	Demeterfalva 	306 inwoners. waarvan	299 Hongaren	100%
- Moşuni /	Székelymoson 	274 inwoners. waarvan	94 Hongaren	36% (Roemenen zijn hier in de meerderheid)
- Beu /	Székelybő 	100 inwoners. waarvan	99 Hongaren	100%
- Veţa /	Vece 	49 inwoners. waarvan	3 Hongaren	6,3% (Roemenen zijn hier in de meerderheid)

Steden met gemeentestatus: Târgu Mureș · Sighișoara · Reghin · Târnăveni

Steden zonder gemeentestatus: Iernut · Luduș · Sovata · Miercurea Nirajului · Sărmașu · Sângeorgiu de Pădure · Ungheni